# Type 284 SNCV
L'automotrice type 284-288 est un modèle d'automotrice thermique pour tramway de la Société nationale des chemins de fer vicinaux (SNCV).

## Histoire
En 1940, la SNCV met en service cinq automotrices diesel à bogies en service aptes à tracter des remorques construites par les Usines de Braine-le-Comte. Elles sont mises en service en Flandre ainsi que sur la ligne Anvers - Turnhout (électrifiée en partie), puis sont mutées dans le Limbourg. En 1954-55 avec la fermeture des lignes en Flandre et dans le Limbourg, elles sont mutées dans les Ardennes : trois automotrices vont sur la ligne Melreux - La Roche et une sur la ligne Poix - Saint-Hubert. Les derniers exemplaires sont démolis en 1959 avec la fermeture de ces lignes.

## Caractéristiques

### Conception
Les automotrices comportent deux bogies, elles sont mus par un moteur diesel Studebaker remplacé par la suite par un General Motors avec une transmission mécanique via boite de vitesses entrainant les quatre essieux. Elles sont aptes à la traction de remorques.

### Livrées
- crème (d'origine) ;
- rouge autobus ;
- Ardennes, sur les lignes Melreux - La Roche et Poix - Saint-Hubert.